# Remmina
Remmina je klientský software pro vzdálenou plochu pro POSIXové operační systémy. Podporuje protokoly RDP, VNC, NX, XDMCP, SPICE a SSH. Jedná se o software napsaný v C (s grafickým rozhraním pomocí knihovny GTK+) a distribuovaný pod licencí GNU GPL, tedy o svobodný software. 
Remmina je běžnou součástí linuxových distribucí: V Debianu je od verze 6 Squeeze vydané v roce 2011, v distribuci Ubuntu je od verze 10.04 Lucid Lynx vydané v roce 2010 a od verze 11.04 Natty Narwhal vydané v roce 2011 je přednastaveným klientem pro vzdálenou správu místo dříve používaného tsclientu. Kromě toho je balena i pro systémy z rodiny BSD. 